# نورتهيل (بيدفوردشير)
نورتهيل (بالإنجليزية: Northill)‏ هي قرية و أبرشية مدنية تقع في المملكة المتحدة في إنجلترا. يقدر عدد سكانها بـ 2,288 نسمة .